# José Bueno Quejo
José Bueno Quejo (f. 1941) fue un militar español.

## Biografía
Militar profesional, en julio de 1936 ostentaba el rango de capitán y se encontraba destinado en el batallón de infantería acuartelado en Santoña. Según algunos autores habría estado implicado en la conspiración militar contra la República, si bien a última hora se habría mantenido fiel a la legalidad republicana y opuesto a la sublevación.
Tras el estallido de la Guerra civil se puso al frente de una columna de milicianos que operó en las zonas de montaña. Posteriormente ejercería como comandante de la 2.ª División santanderina, encargada de vigilar las comunicaciones de Santander con Burgos. Tras la caída del Frente norte regresó a la zona centro-sur republicana, donde siguió desempeñando puestos militares. En febrero de 1939 fue nombrado jefe de Estado Mayor de la 22.ª División, en el frente de Andalucía.
Capturado por los franquistas al final de la contienda, fue ejecutado en Córdoba el 22 de enero de 1941, a los cuarenta y tres años de edad.